# Tradição Alexandrina
A Tradição Alexandrina da Witchcraft tem as suas origens naquilo que hoje se chama Tradição Gardneriana, a qual se chamava na sua génese simplesmente “Witchcraft” ou “A Velha Religião” e os seus praticantes, “the Wica”. Gerald Gardner refere-se a “Craft of the Wica” ou o “Ofício dos Wica” clarificando o significado da palavra Wica nos praticantes da religião, em vez da religião em si ser denominada de Wica.
Alex Sanders foi iniciado na Tradição Garneriana a 9 de Março de 1963 por Medea. Mais tarde ficou conhecido por ser o Rei das Bruxas, título que lhe foi atribuído por líderes de alguns dos seus Covens no final dos anos 60. Segundo Maxine Sanders, ele era membro de pelo menos dois Covens antes de casar com Maxine e de fundar o Coven de Manchester e mais tarde o Coven de Londres do qual muitos Alexandrinos descendem e no qual muitos Gardnerianos obtiveram o seu treino na Craft.

## Origens
As suas incursões nos média valeram-lhe a publicação da sua biografia romantizada sob o título de King of the Witches da autora June Johns e mais tarde a publicação da clássica ‘Biografia de um Coven’, What Witches Do, de Stewart Farrar. Os Sanders tornaram-se bastante conhecidos no Reino Unido durante os anos 60 e 70 e são responsáveis por terem revelado e trazido a Craft a público de forma única. Um excerto de um texto de Maxine Sanders descreve de forma exemplar todo este processo:
“Apesar do interesse extremo dos paparazzi, as muitas e sinceras Iniciações feitas no nosso Coven, durante e desde esse período, vieram criar lugar para uma linha da Witchcraft que desde então se espalhou por todo o mundo.”
Após ter sido iniciado na Tradição Gardneriana, Alex começou a desenvolver a sua prática da Craft e mais tarde, primeiro em Manchester e posteriormente em Londres juntamente com Maxine Sanders, desenvolve o que se veio a chamar de Tradição Alexandrina da Witchcraft.
O termo “Alexandrina”, segundo Maxine Sanders, a qual esteve presente durante a conversa, foi atribuído por Stewart Farrar aquando da escrita do seu livro What Witches Do em 1970. No entanto, uma entrevista com Sanders feita por Stewart Farrar em 1969, Alex clarifica um pouco mais esta questão. Alex é citado dizendo: “aqueles [feiticeiros(as)] que não querem publicidade, têm a tendência de se referir aos meus(minhas) Bruxos(as) como ‘Alexandrinos’.” Os primeiros iniciados de Sanders referem-se a si próprios simplesmente como Witches (feiticeiros ou bruxos). O nome da Tradição de Sanders começou pela primeira vez a ser aplicado apenas no princípio dos anos 70. A Tradição Alexandrina é extremamente bem documentada tanto em termos de material de treino como em historial de linhagens legitimas (até Alex e Maxine).

## Liturgia
Ao contrário daquilo que normalmente se pensa, nem todos os Alexandrinos trabalham Magia Cerimonial, Cabala, ou Magia dos Anjos. Alguns praticam-nas, outros não. Alex Sanders encontrava-se sempre num processo evolutivo das suas próprias práticas mágicas passando novos conhecimentos e técnicas aos seus iniciados. O resultado deste processo está na existência de muitas linhagens diferentes que descendem de Alex Sanders, cada uma com as suas particularidades mas partilhando do mesmo corpo básico de conhecimento Tradicional da Tradição e que e comum a todas as praticas Alexandrinas. Alguns Alexandrinos estão fortemente orientados no sentido da Magia Cerimonial enquanto outros estão mais orientados para a Magia Popular. Tudo depende não só da linhagem e origem de cada um, como também das opções individuais ou colectivas presentes em cada Coven.
O ensino e treino na bruxaria Alexandrina é um ex libris da Tradição, com cada nova geração adicionando mais conhecimento à geração precedente contribuindo para a constituição de sacerdotes e sacerdotisas detentores de novos e efectivos conhecimentos. Esta diversidade proporciona uma tradição dinâmica, com os pés bem assentes na Witchcraft Tradicional mas de olhos no futuro.
Outra das muitas confusões à cerca da Tradição Alexandrina prende-se com facto da “publicação que Alex Sanders e o casal Farrar fizeram dos conhecimentos integrais da tradição, bem como o Livro das Sombras Alexandrino na sua totalidade”. Qualquer um que leia os livros tanto de Alex Sanders como dos Farrar verificarão que isto é absolutamente falso, mesmo até pelas declarações dos próprios autores nas suas obras.
Os conhecimentos e procedimentos da Tradição, são passados de forma oral e escrita, através de treino rigoroso em Coven e estes não existem de forma pública. Muitos são os autores que publicam obras sobre “Wicca Tradicional” e dispõem em títulos e subtítulos ou em contra-capa que os elementos contidos no “iluminado manuscrito” são ensinamentos de caris Alexandrino ou de “tom” Alexandrino. Todos os iniciados tomam votos de segredo — nunca um Iniciado genuíno e detentor de informações internas e válidas da tradição, as publicaria em livros e na Internet.

## Crenças
Tradicionalmente o Corpo Sacerdotal da Tradição Alexandrina presta homenagem aos Antigos Deuses da Europa — a Deusa da Lua e no seu Consorte, o Deus Cornudo. O Corpo Sacerdotal da Tradição Alexandrina almeja uma ligação e entendimento pessoal com a Divindade e com os Ancestrais, mas também com com os ritmos e marés da natureza e de forma ultima, os ritmos interiores do Cosmos.
O Corpo Sacerdotal da Tradição Alexandrina acredita no poder da magia e no uso de técnicas tradicionais e inovadoras para atingir os seus objetivos.

## Sacerdócio
A Tradição Alexandrina é muito diferente de outras religiões pois não tem intermediários; cada iniciado da Tradição é um Sacerdote ou Sacerdotisa dos Deuses por direito. O objectivo da prática, é uma evolução espiritual efectiva, na experiência dos mistérios inseridos nas práticas de Coven. O Corpo Sacerdotal não tem obrigação nenhuma para com a “comunidade” pagã ou outra qualquer. O trabalho feito será sempre de caris privado e em Coven. Não quer com isto dizer que os membros do Corpo Sacerdotal não se envolvam de forma discreta em actividades comunitárias no sentido geral.
O Corpo Sacerdotal da Tradição Alexandrina da Witchcraft raramente trabalha em público ou fazendo rituais públicos.

## Iniciação
O Corpo Sacerdotal da Tradição Alexandrina está organizada em Covens.Em algumas ocasiões estes trabalham skyclad (em nudez ritual) enquanto noutras se usam túnicas cerimoniais. Independentemente da preferência do Coven, alguns ritos são feitos obrigatoriamente skyclad por todos os Covens Alexandrinos reconhecidos.
Para se tornar um iniciado(a) da Tradição Alexandrina, tem de se ser iniciado (passar pelos ritos de Iniciação da Tradição, tal como foram passados por Alex e Maxine Sanders) por um Sumo Sacerdote ou Sacerdotisa Alexandrina devidamente preparados e autorizados numa iniciação cruzada em género. Os ritos de iniciação tradicionais deverão ser usados sem omissões, tal como foram passados, desde o Coven Alexandrino original. A “Auto-iniciação” não é possível na Wicca Alexandrina.
Na Tradição Alexandrina, o primeiro grau é a Iniciação nos Mistérios, o segundo grau, a Penetração nesses mesmos Mistérios e o terceiro a Celebração dos dois primeiros.
Na Tradição Alexandrina os graus são atribuídos de forma diferente; o primeiro grau é o grau que faz do neófito um Sacerdote ou Sacerdotisa. Na Tradição Alexandrina, o Segundo e Terceiro graus são dados tradicionalmente ao mesmo tempo, na mesma cerimónia e não separados, como noutras Tradições por exemplo a Tradição Gardneriana. A distancia entre o Primeiro Grau e o Segundo/Terceiro varia de indivíduo para indivíduo mas na generalidade leva o mínimo de 2 a 3 anos. Um Sacerdote ou Sacerdotisa de terceiro grau é completamente autónomo na tradição, no entanto, autonomia não significa falta de discernimento ou sensatez.
Alem disto, muitas linhagens optam por ter no seu sistema um grau de neófito ou dedicante, permitindo a um individuo válido participar em certos ritos antes de se dedicar aos Deuses de forma definitiva.
No entanto, esta forma não é tradicional e portanto não é considerada Alexandrina. Alex e Maxine nunca tiveram, promoveram, ensinaram ou exerceram este estagio preliminar. As iniciações no primeiro grau eram feitas de imediato, depois da devida avaliação do candidato e da costumeira sessão de perguntas e respostas.
Outra particularidade é o facto de que iniciações não são oferecidas — são pedidas. Em vários textos, inclusive livros, artigos e outros, escritos por iniciados da Tradição, consta a insinuação de que a iniciação é ou lhes foi oferecida, o que de facto nunca aconteceu, nem é nem nunca foi considerado uma pratica na tradição. Um neófito, se quer e deseja ser iniciado na Tradição, tem de pedir para ser iniciado.

## Livro das Sombras
Logo após a Iniciação, o iniciado(a) começa a copiar o Livro das Sombras, à mão, pelo manuscrito do seu Iniciador. É da responsabilidade de cada Iniciador, passar a Tradição, tanto oral como escrita, tal como lhe foi passada, sem quaisquer omissões ou alterações.
O Livro das Sombras Alexandrino, bem como o treino base e a tradição oral contém conhecimentos comuns a todas as linhas dentro da Tradição. A essência do Livro das Sombras e os ritos de iniciação são a chave para todos os Alexandrinos legítimos, pois constituem o conhecimento comum que une a Tradição.
Contrariamente ao que se possa pensar, um indivíduo não pode comprar um Livro das Sombras Alexandrino, nem fazer o seu download através da Internet. Embora estes “livros” existam, são apenas compilações de informações/documentos já publicados e a intenção da sua existência apenas se justifica na perspectiva de constituir um conjunto de documentos, similares em estilo, ao Livro das Sombras que podem ser utilizados, apenas como referência, pelo estudante sério da tradição. Estes documentos são, no entanto, totalmente diferentes do Livro das Sombras utilizado pelos Iniciados e copiado pelos mesmos após a Iniciação. A única forma de obter um Livro das Sombras Alexandrino será através da Iniciação legitima na Tradição.
A natureza e prática exacta dos Covens Alexandrinos poderá variar de linhagem para linhagem e de Coven para Coven mas com certos limites. O treino/ensino foi sempre fortemente implementado na nossa Tradição. Se não existe treino, ou se o treino não foi passado, os iniciados tem a oportunidade de verificar isto e pedir treino completo mais tarde.

## Celebrações
O Corpo Sacerdotal da Tradição Alexandrina festeja os oito Sabbats da Roda do Ano. Reúnem-se tradicionalmente para celebrar os Esbats nas Luas Cheias realizando trabalhos, ensinando e celebrando a Deusa.
Ao contrário do que se pensa, O Corpo Sacerdotal da Tradição Alexandrina não trabalha os Ciclos do Rei Carvalho e do Rei Azevinho, tal como é descrito pelos Farrar no seu livro Oito Sabbats para Bruxas (Eight Sabbats for Witches). Embora alguns Covens e até alguns feiticeiros(as) possam optar por trabalhar esses ritos, os Ciclos dos Reis Carvalho/Azevinho, não fazem parte da Tradição Alexandrina.

## Mistérios
A Tradição Alexandrina é uma Tradição de Mistérios sujeita a ajuramentação de votos, e como tal, muitos dos pormenores de como e porquê se trabalha da forma como trabalha na Tradição Alexandrina, são privados — não por serem segredo, mas por serem sagrados. Este secretismo tem vindo a ser alvo de detractores, implicando nas suas alegações que na certa se existe segredo é porque aquilo que fazemos não é lícito ou bom, ou então, que mantemos o secretismo com o propósito de enaltecer o ego (“temos algo que vocês não sabem o que é, e por isso somos melhores que vós“). Posto de forma simples, nenhuma destas alegações é verdadeira. Na Tradição Alexandrina, tudo o que a constitui é sagrado, privado e nalguns casos, poderá causar efeitos indesejados se utilizado por indivíduos que não detenham treino completo nas técnicas Alexandrinas de magia. Os Alexandrinos mantêm a privacidade da sacralidade através do segredo. O Corpo Sacerdotal da Tradição Alexandrina não se proclama detentor dos segredos do Universo. Aliás, a maior parte dos “segredos” teriam pouco ou nenhum interesse para aqueles que não são iniciados na Tradição Alexandrina.
Será suficiente dizer apenas que os ensinamentos da Tradição concentram-se no desenvolvimento do relacionamento pessoal com a Divindade, e uma consciência e sincronia com os Ciclos da Natureza, através de rituais e técnicas magicas.

O Corpo Sacerdotal da Tradição Alexandrina utiliza técnicas tradicionais da Witchcraft no sentido de obter mestria e desenvolver as suas capacidades como Sacerdotes e Sacerdotisas de Templo. Métodos experimentais são também utilizados, pois a Tradição Alexandrina disponibiliza uma sólida base sobre a qual o Corpo Sacerdotal possa construir novos e renovados métodos de magia.
1. ↑  «Maxine Sanders Homepage». maxinesanders.co.uk. Consultado em 24 de março de 2019
2. ↑  https://medium.com/@karagan/a-tradição-alexandrina-da-witchcraft-45a266f96b3f